# Museo nacional de Gambia
El Museo nacional de Gambia (en inglés: Gambia National Museum) es un museo cultural ubicado en Banjul, la capital de Gambia. Su colección está formada por documentos históricos y exhibiciones sobre la historia de Gambia. El espacio abrió sus puertas en 1985, quince años después de que la Asociación amigos del Museo nacional fuese creada en 1970. Acto seguido, se aprobó la ley de Monumentos y Reliquias de 1974, que puso en marcha los planes para el Museo Nacional. El objetivo principal del museo es la recolección y preservación de artefactos que documentan la cultura material de Gambia, así como educar a los visitantes al país y los residentes que no estén familiarizados con la historia de Gambia.